# Mezeikabóca-félék
A mezeikabóca-félék (Cicadellidae) a rovarok (Insecta) osztályának félfedelesszárnyúak (Hemiptera) rendjébe, ezen belül a kabócák (Auchenorrhyncha) alrendjébe tartozó család.

## Előfordulásuk
A mezeikabóca-félék a világ trópusi és mérsékelt szélességi fokain mindenütt előfordulnak, ahol elegendő növényi táplálékot találnak. A trópusokon sok faj mezőgazdasági kártevőnek számít, hiszen legyengítik a növényeket, és betegségeket terjesztenek. A rovarirtási intézkedések ellenére minden faj továbbra is nagyon elterjedt.

## Megjelenésük
Ezek a félfedelesszárnyúak olykor elérhetik a 15 millimétert, de általában csak 2-10 milliméteresek. Színezetük többnyire zöld, a leveleken jó álcázást biztosít; egyes fajok élénk színűek. Egyes színes fajoknál a hím és a nőstény különböző színezetű. Két pár, nyugalmi állapotban fedélszerűen egymásra boruló szárnya van. Az elülső szárnyak a tövüknél vastagabbak, a szárnyak csúcsa felé membránszerűek. A hátsó szárnyak vékony hártyájúak. Kis összetett szemük van. Szájszervük háromtagú szúró-szívó szájszerv, melynek eredési helye a fej alsó részén található. A felső és alsó szájszerveik tűszerű tőröket alkotnak, melyek a növény felületének átfúrására szolgálnak. A barázdált alsó ajakban fekszenek, amely védőn veszi körül a szúrósörtéket.

## Életmódjuk
A mezeikabóca-félék nagy csoportokban élnek. Táplálékuk növényi nedvek. Mint a levéltetvek, e rovarok is termelnek mézharmatot. A rovarok legfeljebb egy évig élnek.

## Szaporodásuk
A párzási időszak a nyár végén van. A párzási kiáltások egy úgynevezett doboló szerv segítségével jönnek létre. Egy izom összehúzódással behorpasztja a dob fedelét, ami kattanó hangot ad. Ha az izom elernyed, a lap újra kidomborodik. Ez a folyamat másodpercenként 170-480-szor is lejátszódhat. A rovarok kis csomókban, a növényi szövetekbe rakják le petéiket. A lárvák kifejlődése a hőmérséklettől függ, néha egész télen át elhúzódik. Nincs náluk bábállapot.

## Rendszerezés
A családba az alábbi nemek tartoznak:
- Acinopterus
- Agallia
- Ambigonalia
- Balclutha (Kirkaldy, 1900)
- Balolina
- Carneocephala
- Circulifer
- Deltocephalus (Burmeister, 1838)
- Draeculacephala
- Empoasca (Walsh, 1862)
- Exitianus
- Graphocephala
- Gyponana
- Kirkaldiella (Osborn, 1935)
- Kunzeana
- Macropsis (Lewis, 1835)
- Nephotettix
- Nesolina (Osborn, 1935)
- Nesophrosyne (Kirkaldy, 1907)
- Nesophryne (Kirkaldy, 1907)
- Opsius (Fieber, 1866)
- Protalebrella
- Scaphytopius
- Spanbergiella
- Stragania (Stal, 1862)
- Zygina